# 新岡潤
新岡 潤（にいおか じゅん、1989年10月19日 - ）は、日本の俳優、モデル。青森県青森市出身。身長176cm。バークインスタイル所属。

## 経歴
青森県青森市出身。能代工業高校を経て、拓殖大学へ進学。小学校から大学までバスケットボール部に所属していた。
2007年の高校3年生の時、佐賀インターハイ、秋田国体の二冠を達成した。大学卒業後、2012年よりB.LEAGUE アルバルク東京でマネージャーを務め、2017年に退団。退団後から、各ファッションイベントや、スポーツイベントのトークショーMC、インタビュワー・ライターとして活動する。
2020年からは映画「東京リベンジャーズ」への出演、2021年には日本人で2人目となる「NIKE LAB」のキャンペーンモデルに起用され、俳優、モデルとして幅広く活躍。2022年12月公開の映画 「THE FIRST SLAM DUNK」にて、バスケットボール音響監修/声優としても協力している。

## 人物
幼少期から活発で、小学3年生でバスケットボールを始めたときから技術向上を目指すのはをもちろんのこと、付随するファッションカルチャーにも興味があった。日課はフルマラソン2時間30分切りを目指して、15～20Km走ること。初出場したハーフマラソンでは1:27:27を記録。
24歳から途絶えることなく週に4回ほど通うほどのサウナ好き。ブルース・リーにも強い影響を受け身体を鍛錬している。
特技はバスケットボール、キックボクシング、ランニングである。

## 出演

### 番組/CM
- TOKYO MX 「SRocks」 サンロッカーズ渋谷応援番組 準レギュラー メインMC アンタッチャブル柴田（2018-2019）
- Abema Sports Live2「FIBA 3x3 Olympic Qualiftying Tournament」メインMC
- NBA JAPAN GAMES パブリックビューイング by RakutenNBA
- Toyota RAV4 「THE Ultimate Breakfast -最高の朝食の作り方-」
- KANEBO 2023 I HOPE「希望よ、超えて行け。」
- 丸紅株式会社「できないことは、みんなでやろう 紅丸篇 」蛇助 役

### 映画/ドラマ
- 「東京卍リベンジャーズ」（2021年7月公開）- 愛美愛主　ヤンキー 役
- 「THE FIRST SLAM DUNK」(2022年12月公開) -バスケットボール音響監修/声優
- 「東京卍リベンジャーズ2」（2023年4月公開）- 芭流覇羅　ヤンキー役
- 「火の華」（2025年10月公開予定） - 香川雄介 役[1]

- 「WOWOWプライム ドラマ 「ドラフトキング」 」

「第9話 それぞれの選手ファースト③」
「最終話 それぞれの選手ファースト④」
-興章実業 三塁控え 太田役
- Furui Riho - PSYCHO Official Music Video

### モデル
- THE NORTH FACE STANDARD 2020 -KYOTO-
- UNDEFETED×NIKE DUNK 2020
- NIKE “NIKE SPORTS RESEARCH LAB” global campaign
- 大勉強 issue3 by pheaton
- SWAG HOMMES POLORALPHLAUREN × MLB
- Nike DUNKvsAF1 UNDFTD
- LouisVuitton × NBA ReportMovie
- Nike × ACRONYM global campaign
- N.HOOLYWOOD TEST PRODUCT EXCHANGE SERVICE SPRING 2023
- yoshiokubo 2023 Fall/Winter Collection "Self Defense"
- JORDAN CENTER COURT @両国国技館 など

### MC
- LouisVuitton × NBA ReportMovie
- NIKE Athlete Talk Show
- NIKE WHYNOT ZERO.2 EKIN SESSION
- NIKE YUTAWATANABE TALK SESSION
- NTT DOCOMO Open House 2020
- SUPER SPORTS Xebio × RUNTHE FLOOR TALKSHOW with RYO TAWATARI
- アルバルク東京×RUNTHEFLOOR× m-flo VERBAL
- B.LEAGUE ALLSTAR GAME 2019 パブリックビューイング
- バスケットボール日本代表AKATSUKI FIVE plus+ ライブビューイング・FanMeeting
- FIBA 3x3 World Tour Utsunomiya Masters インタビュアー&トークショー/ブース
- FIBA 3x3 Womens series 2019
- AKATSUKI FIVE plus+ presents original podcast「Wジュンのシックスマンズハーフタイム」など